# Eulaema meriana
Eulaema meriana (Olivier, 1789) è un'ape della tribù Euglossini, diffusa nell'America tropicale.

## Descrizione
Eulaema meriana è un apoideo di grosse dimensioni, ricoperto di una fitta peluria, che lo fa apparire simile a un bombo. In questa specie non si osservano le colorazioni metalliche tipiche di molte altre specie di euglossini. Il capo è nero e il torace brunasto, con uno scutello nero brillante. L'addome è nero con tre bande trasversali giallastre nella parte anteriore, bruno-rossastro nella parte posteriore. Le ali, membranose, sono scure alla base e più chare alla punta. Le zampe sono nere e le tibie delle zampe posteriori sono molto robuste. La lingua è molto lunga, frutto di un adattamento evolutivo che favorisce la raccolta del nettare.

## Biologia

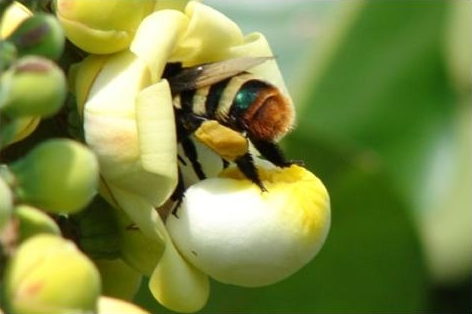
Femmina di E. meriana su un fiore di Bertholletia excelsa

### Ecologia
Eulaema meriana è l'insetto impollinatore di numerose specie di orchidee tropicali dei generi Stanhopea (S. florida, S. candida, S. costaricensis, S. tricornis), Catasetum (C. macrocarpum) e Notylia (N. pentachne).
Ha inoltre un ruolo minore nella impollinazione del noce del brasile (Bertholletia excelsa), sui cui fiori sono stati spesso osservati sia i maschi che le femmine della specie.

### Riproduzione
I maschi di questa specie si esibiscono in forme ritualizzate di corteggiamento (cosiddetto lek), cui assistono le femmine che si riservano poi di scegliere il proprio partner.
Dopo l'accoppiamento la femmina depone le uova all'interno di un nido costruito con il fango, con un foro di ingresso molto stretto, suddiviso in diverse cellette.

## Distribuzione e habitat
L'areale della specie, centrato in Amazzonia, si estende a nord sino all'America centrale.